# 赵连生
赵连生（1959年—），河北沧县人，汉族，中华人民共和国政治人物、第十一届全国人民代表大会辽宁地区代表。
毕业于北京大学公共管理，是中共党员。担任辽宁丹东市市长。2008年起担任全国人大代表。